# Hänge-Segge
Die Hänge-Segge (Carex pendula), auch Hängende Segge, Große Segge oder Riesen-Segge genannt, ist eine Pflanzenart aus der Gattung Seggen (Carex) innerhalb Familie der Sauergrasgewächse (Cyperaceae). Sie kommt in Wäldern in West-, Mittel- und Südeuropa, in Dänemark, auf der Krim, sowie im nordwestlichen Nordafrika und im nördlichen Vorderasien vor.

## Beschreibung

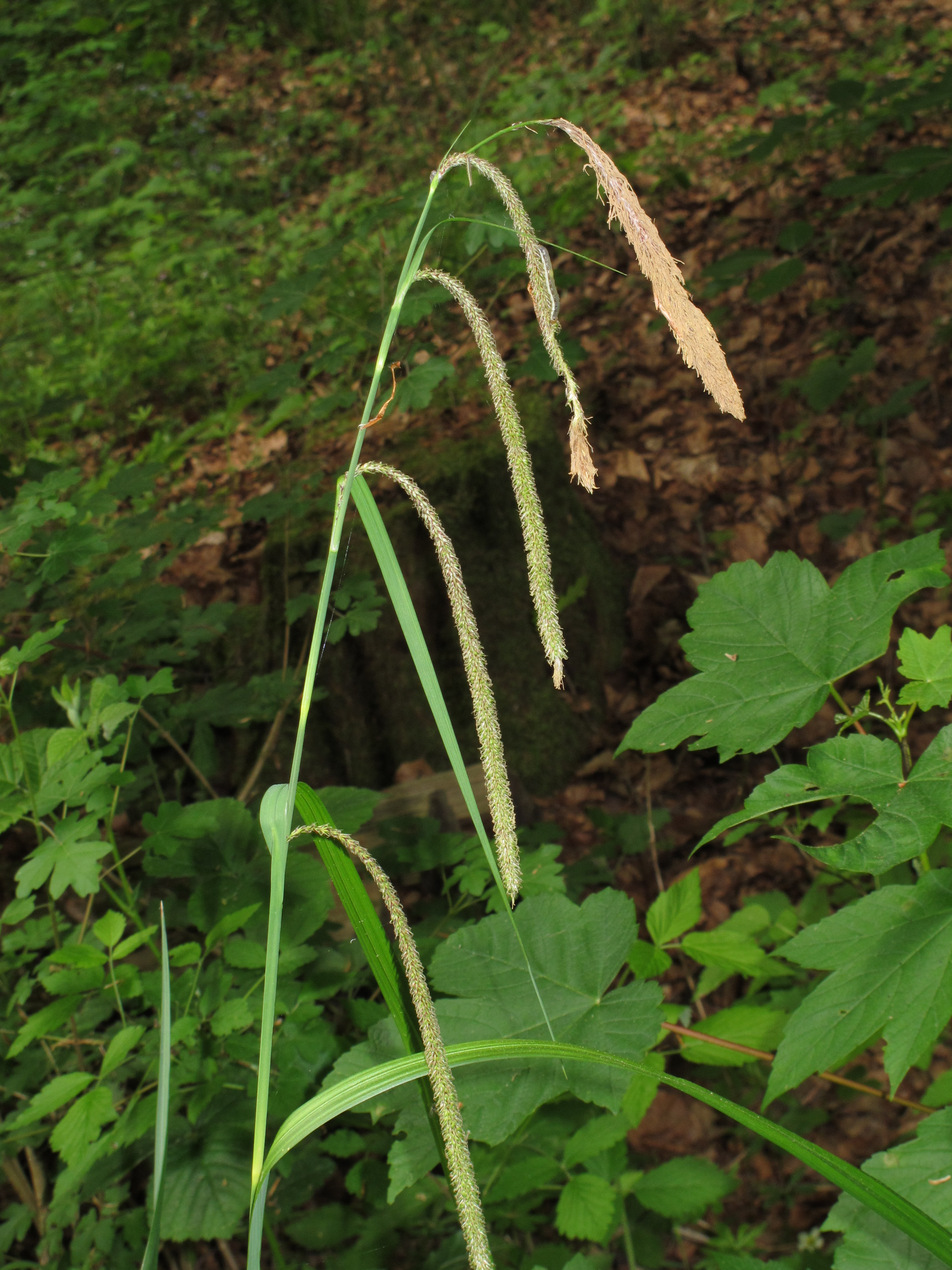
Blütenstand

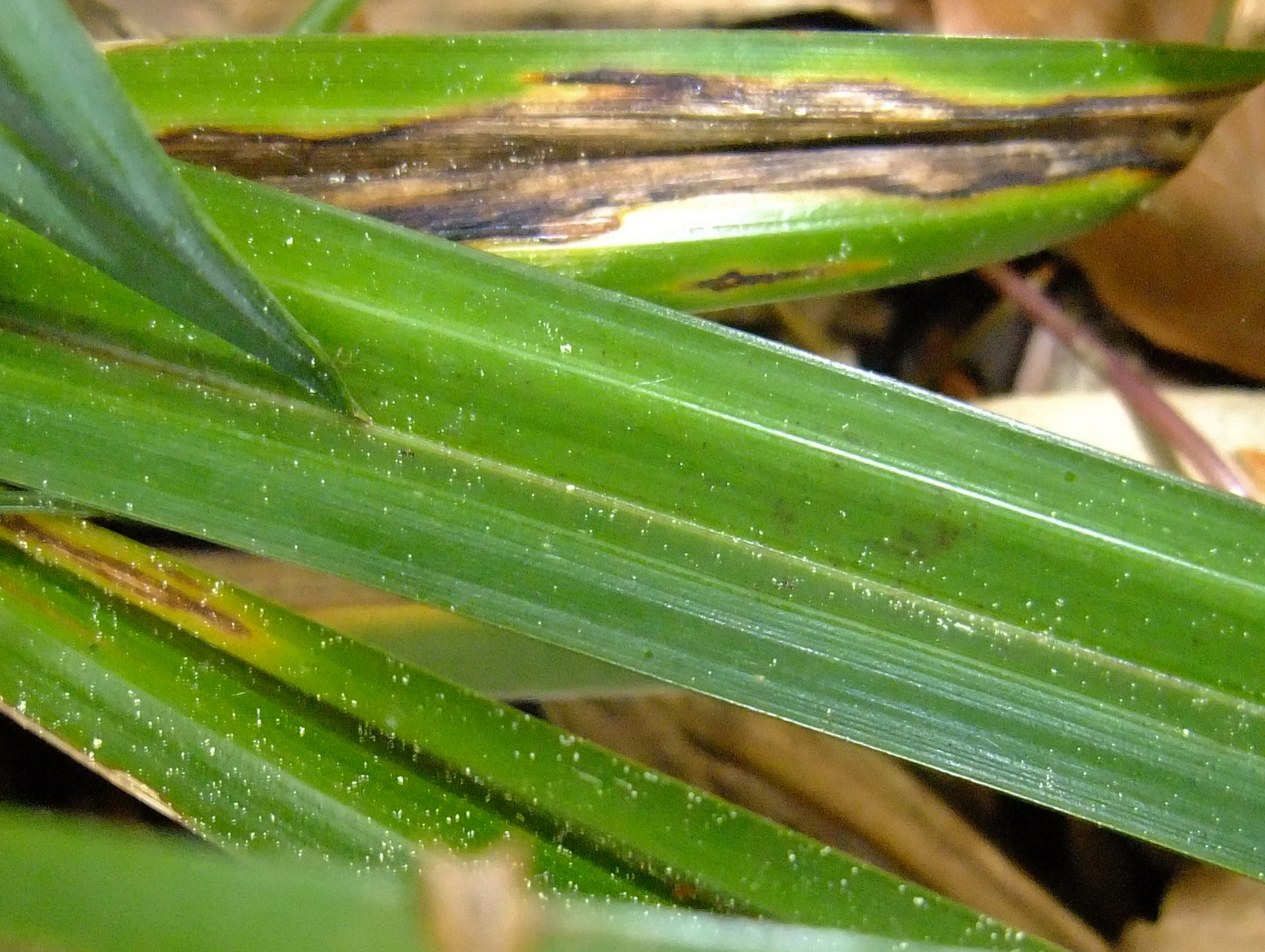
Laubblätter

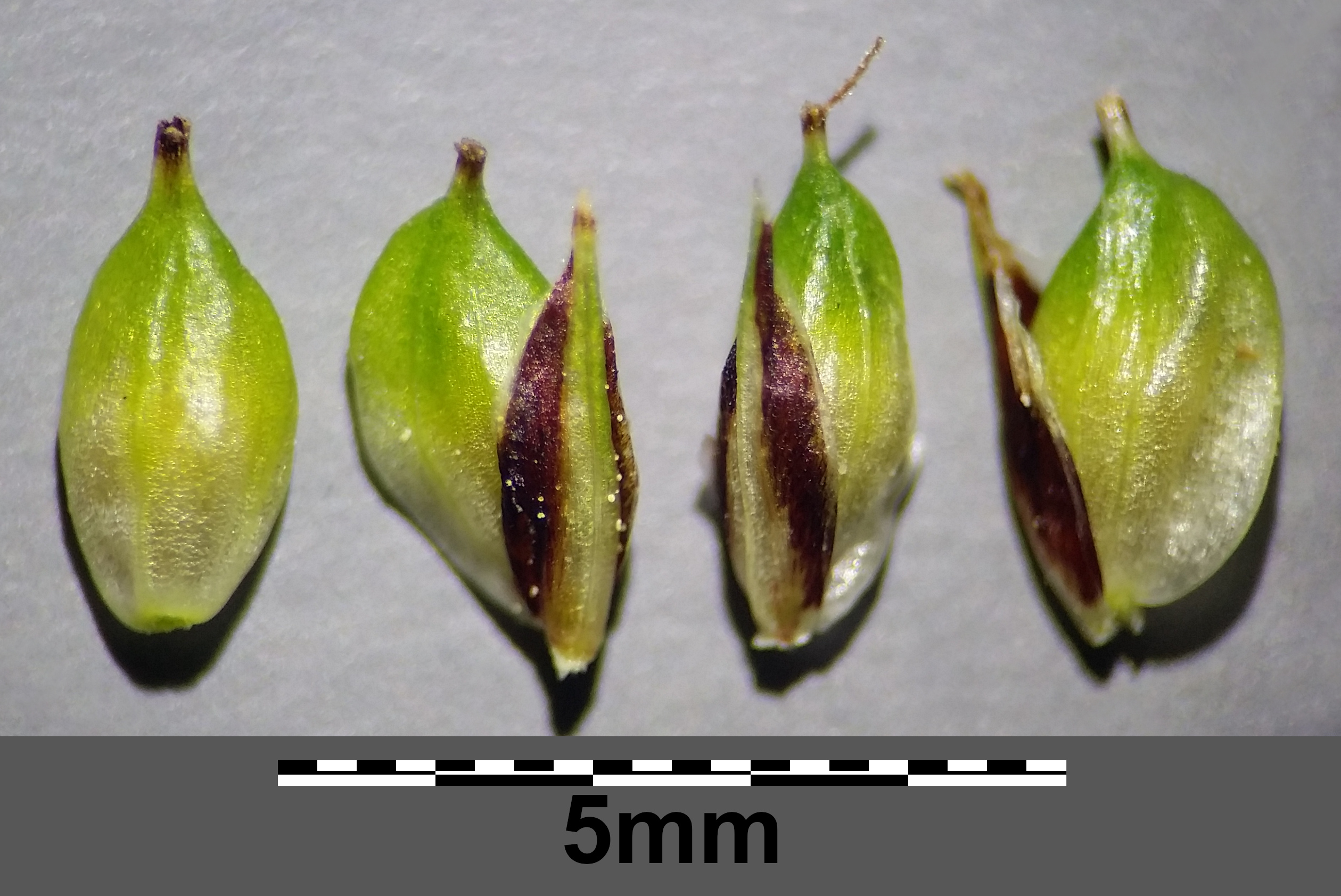
Weibliche Blüten

### Vegetative Merkmale
Die Hänge-Segge ist eine sehr kräftige, immergrüne, ausdauernde krautige Pflanze. Sie bildet mit kurzen, kräftigen, verholzen Rhizomen ziemlich dichte Horste und besitzt keine Ausläufer.
Die Laubblätter sind schraubig in 1/3-Stellung angeordnet. Alle Blattscheiden weisen deutliche Gitternerven auf und besitzen an der Mündung ein Blatthäutchen. Die Blattscheiden der untersten, meist spreitenlosen Blätter eines Triebes sind gekielt, purpurbraun bis dunkel rotbraun gefärbt und nicht oder nur schwach netzfaserig. Der Bogen des Blatthäutchens ist 30 bis 50 (bis 75) Millimeter lang, viel länger als breit und mehr oder weniger spitz. Die breit linealischen, mehr oder weniger überhängenden, ziemlich steifen Spreiten der Laubblätter sind bis zu 100 Zentimeter lang, meist 9 bis 16 (7 bis 20) Millimeter breit und mehr oder weniger allmählich zur Spitze hin verschmälert. Sie sind am Grund längs gefaltet, weiter oben mehr oder weniger flach, aber unterseits durch die Mittelrippe und oberseits durch zwei dazu parallele seitliche Nerven gekielt. Die Spreiten sind kahl, oberseits glänzend dunkelgrün und nur auf den Nerven rau, unterseits graugrün und fein papillös. Ihre Ränder sind etwas zurückgerollt und gegen die Blattspitze zu meist stark rau.

### Generative Merkmale
Die Geschlechtsverteilung der Blüten ist einhäusig getrenntgeschlechtig (monözisch).
Die Blühtriebe erreichen Wuchshöhen von meist 60 bis 180 (40 bis 250) Zentimetern und sind damit viel länger als die Blätter. Der kräftige, 2 bis 4 Millimeter dicke Stängel ist steif aufrecht, oben oft nickend und bis in den Blütenstand hinein gleichmäßig beblättert. Er ist scharf dreikantig und an den Kanten glatt bzw. nur ganz oben etwas rau. Der Gesamtblütenstand ist 20 bis 100 Zentimeter lang und enthält meist vier bis sieben (zwei bis elf) blattachselständigen weiblichen Ähren im unteren Teil und ein, selten zwei männlichen Ähren an der Spitze. Alle Ähren sind relativ weit voneinander entfernt angeordnet und hängen zuletzt bogig über. Die Tragblätter der unteren und mittleren weiblichen Ähren sind laubblattartig ausgebildet. Ihre Spreiten sind 20 bis 60 Zentimeter lang und etwas schmäler als die Grundblätter. Sie sind meist länger als die dazugehörigen Ähren, aber kürzer als der Gesamtblütenstand. Die Tragblätter besitzen eine 5 bis 10 Zentimeter lange, ein wenig raue Scheide. Die schlank zylindrischen bis keulenförmig-zylindrischen weiblichen Ähren sind 5 bis 8 Millimeter breit und (3 bis) 5 bis 21 Zentimeter, bei manchen Kulturformen und bei var. myosuroides bis zu 25 Zentimeter lang. Sie sind reich- und dichtblütig, aber gegen den Grund zu oft lockerblütig. Die unteren Ähren besitzen bis über 10 Zentimeter lange, raue Stiele, die großteils von den Scheiden ihrer Tragblätter umschlossen werden, die obersten sind ungestielt. Die reichblütige, schlank zylindrische, 8 bis 16 Zentimeter lange und 3 bis 4 Millimeter breite männliche Ähre steht grundsätzlich einzeln endständig am Stängel. Manchmal befindet sich aber an ihrem Grund eine zweite kürzere männliche Ähre. Außerdem können manchmal die oberste, ausnahmsweise sogar alle weiblichen Ähren an ihrer Spitze männliche Blüten besitzen. Die Blüten, genau genommen einblütige Ährchen, sind innerhalb der Ähren schraubig angeordnet. Sie sitzen in den Achseln von Tragblättern, die als Spelzen bezeichnet werden, und besitzen keine Blütenhülle.
Die bis zu 2,5 (bis 4,2) Millimeter lange und 1 (bis 1,6) Millimeter breite Spelze der weiblichen Blüten ist schmal eiförmig, schmal verkehrteiförmig bis schmal lanzettlich, vorn allmählich zu einer kurzen, rauen Stachelspitze zugespitzt und scheinbar dreinervig. Sie ist kahl, hellbraun bis dunkel rotbraun gefärbt, besitzt einen breiten, grünen Mittelstreifen und vorne höchstens einen schmalen, weißen Hautrand. Die nur aus dem Stempel bestehende Blüte ist vom „Schlauch“ (Utriculus) umschlossen, einem Organ, das dem zu einem Hohlkörper verwachsenen Vorblatt der Blüte (= „einblütiges Ährchen“) entspricht. Der in reifem Zustand ellipsoidale bis eiförmige, undeutlich dreikantige, etwas aufgeblasene Schlauch ist meist 2,8 bis 3,5 (2,2 bis 4) Millimeter lang. Er ist etwa in der Mitte am breitesten und hat dort einen Durchmesser von 1 bis 1,5 Millimeter. Der reife Schlauch ist etwa so lang oder bis um die Hälfte länger als die dazugehörige Spelze und ragt schräg bis gerade zwischen den Spelzen hervor. Er ist am Grund in einen kurzen Stiel und vorne meist allmählich in einen zylindrischen, leicht nach außen gekrümmten, 0,3 bis 0,5 Millimeter langen, an der Spitze gestutzten bis undeutlich zweizähnigen, an der Öffnung hyalinen und gefransten Schnabel verschmälert. Der kahle, glänzende, häutige Schlauch ist bleichgrün bis gelblich, vorne hell olivbraun und manchmal etwas braun-purpurn gefleckt. Er weist zwei oder mehrere schwach hervortretende Nerven auf, wovon die randlichen etwas deutlicher sind. Der oberständige Fruchtknoten ist einfächerig und enthält nur eine einzige, aufrechte Samenanlage. Die drei ziemlich kurzen, bräunlichen Narben sitzen auf einem einfachen, fadenförmigen Griffel und ragen aus der Öffnung des Schnabels heraus. Der Schlauch fällt zusammen mit der Frucht ab. Diese ist darin vollkommen eingeschlossen und füllt den Hohlraum nicht aus.
Die Frucht ist eine im Schlauch deutlich gestielte, einsamige Nussfrucht. Sie ist matt strohfarben bis braun, eiförmig oder verkehrteiförmig, 1,5 bis 2 Millimeter lang, 0,8 bis 1,1 Millimeter breit, scharf dreikantig, mehr oder weniger bespitzt und glatt. Die Samen enthalten Endosperm.
Die bis über 5 Millimeter lange Spelze der männlichen Blüten ist linealisch, lanzettlich, länglich oder schmal-verkehrteiförmig mit spitzem oberen Ende und einnervig. Sie ist rötlich-braun bzw. am Grund hell-braun und besitzt einen grünen Mittelstreifen. Die Blüte enthält nur drei Staubblätter, deren Staubfäden nicht miteinander verwachsen sind. Die linealischen, schmutzig orange gefärbten, Staubbeutel sind ungefähr 4 Millimeter lang und kurz bespitzt. Sie sind basifix, also an ihrem Grund dem Staubfaden angeheftet.

### Chromosomensatz
Bei Carex pendula wurden diploide Chromosomensätze mit 2n = 58, 60 und 62 gezählt.

## Ökologie und Phänologie
Die Hänge-Segge blüht und fruchtet in Mitteleuropa im Mai und Juni, auf der Iberischen Halbinsel meist zwischen April und Juni, seltener schon im März oder auch noch im Juli. Für die Gebirge im Südosten des Verbreitungsgebiets wird eine Blüte- und Fruchtzeit im Juli und August angegeben.
Wie die anderen Seggenarten wird auch die Hänge-Segge durch den Wind bestäubt (Anemophilie). Eine Ausbreitung der Früchte ist durch den Wind (Anemochorie) oder mit Hilfe des Wassers (Hydrochorie) möglich.

## Vorkommen
Die Hänge-Segge ist in West-, Mittel- und Südeuropa weit verbreitet. Sie kommt außerdem in Makaronesien und vom Mittelmeerraum und Nordafrika bis Afghanistan vor. Im Norden reicht das europäische Areal bis Irland und in die wärmeren Lagen Schottlands, nach Westfalen, ins südliche Niedersachsen, nach Sachsen, Schlesien, in die West- und Ostkarpaten. Nördlich davon existieren isolierte Vorkommen in Dänemark, Schleswig-Holstein und Mecklenburg-Vorpommern. Ehemalige Vorkommen in Brandenburg und Berlin gelten als erloschen. Innerhalb des so umrissenen Areals fehlt die Art aber beispielsweise in der Großen und der Kleinen Ungarischen Tiefebene, den zentralen Teilen der Alpen sowie in weiten Bereichen Zentralspaniens und auf den Balearen. Im Osten kommt die Art auf der Krim, im westlichen, nordwestlichen und nordöstlichen Anatolien, in Kaukasien und im Nord-Irak vor. Die östlichsten Fundpunkte liegen im Nordosten des Iran (Chorasan). Den südöstlichen Arealrand markieren Vorkommen im südlichen Anatolien (Kahramanmaraş), im Gebirge Amanos Dağları und im Libanon sowie auf Zypern. In Nordafrika kommt die Hänge-Segge in Marokko, Algerien (Tellatlas, Aurès) und Tunesien (Kroumirie) vor. Auf den Azoren und Madeira wird die Art durch var. myosuroides vertreten.

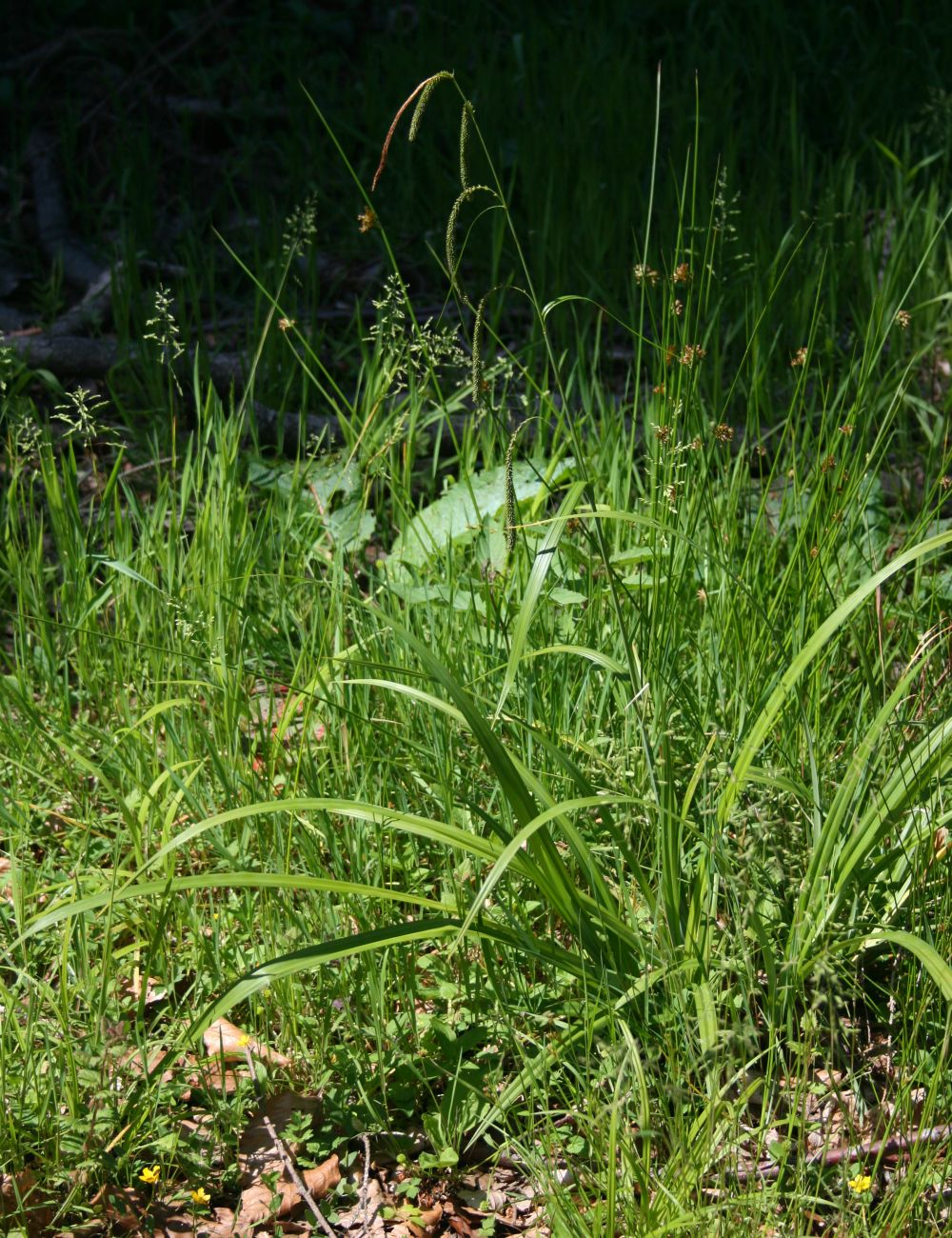
Hänge-Segge am Rand eines Waldweges

Ausgehend von in Gärten kultivierten Pflanzen hat sich die Hänge-Segge an mehreren Stellen in den Vereinigten Staaten (Washington, Virginia) und in Neuseeland als Neophyt etabliert. Sie neigt dazu, sich selbst auszusäen und dann außerhalb der Gärten an Wegrändern und an Ufern von Fließgewässern aufzutauchen.
Im mitteleuropäischen Tiefland tritt die Hänge-Segge nur vereinzelt auf; westlich der Elbe fehlt sie fast ganz; in den Mittelgebirgen tritt sie zerstreut auf; in den Alpen ist sie sehr selten. Die Hänge-Segge ist in Teilen Baden-Württembergs und Bayerns häufig, im übrigen Deutschland ist ihre Verbreitung dagegen lückenhaft. In Österreich kommt die Hänge-Segge in allen Bundesländern vor. Sie fehlt aber beispielsweise im Wiener Becken und im Weinviertel sowie in den zentralen Teilen der Alpen.
In der Schweiz ist die Hänge-Segge ziemlich häufig, dringt aber nicht sehr weit in die Alpentäler ein. Die ökologischen Zeigerwerte nach Landolt et al. 2010 sind in der Schweiz: Feuchtezahl F = 4w+ (sehr feucht aber stark wechselnd), Lichtzahl L = 2 (schattig), Reaktionszahl R = 3 (schwach sauer bis neutral), Temperaturzahl T = 3+ (unter-montan und ober-kollin), Nährstoffzahl N = 4 (nährstoffreich), Kontinentalitätszahl K = 2 (subozeanisch).
Die Hänge-Segge gedeiht vorwiegend auf nährstoff- und basenreichen, aber eher kalkarmen, nassen, nicht allzu kalten, Ton- und Lehmböden. Sie meidet volle Besonnung, und sie gedeiht am besten im Halbschatten, aber auch im Vollschatten. Sie ist etwas Wärme liebend. Sie bevorzugt Lagen mit überwiegend hoher Luftfeuchtigkeit. Sie ist in feuchten bis nassen oder quelligen Erlen- und Eschenwäldern auf sumpfigen Waldlichtungen oder Waldwegen zu finden. Sie ist eine Charakterart des Carici remotae-Fraxinetums aus dem Verband Alno-Ulmion, kommt aber auch in anderen Gesellschaften dieses Verbands und in denen der Ordnung Fagetalia vor.
Sie besiedelt in Mitteleuropa vor allem feuchte Wälder in Höhenlagen von 300 bis 600 Metern in den Mittelgebirgen und steigt kaum über 1000 Meter auf. In den Allgäuer Alpen steigt sie im Tiroler Teil zwischen Roßschläg und Musauer Alp bis zu 1100 m Meereshöhe auf. Sie erreicht in den Bayerischen Alpen 1300 Meter.
Die Hänge-Segge zeigt hochstehende Grundwasser an bzw. oberflächliches Hangdruckwasser.

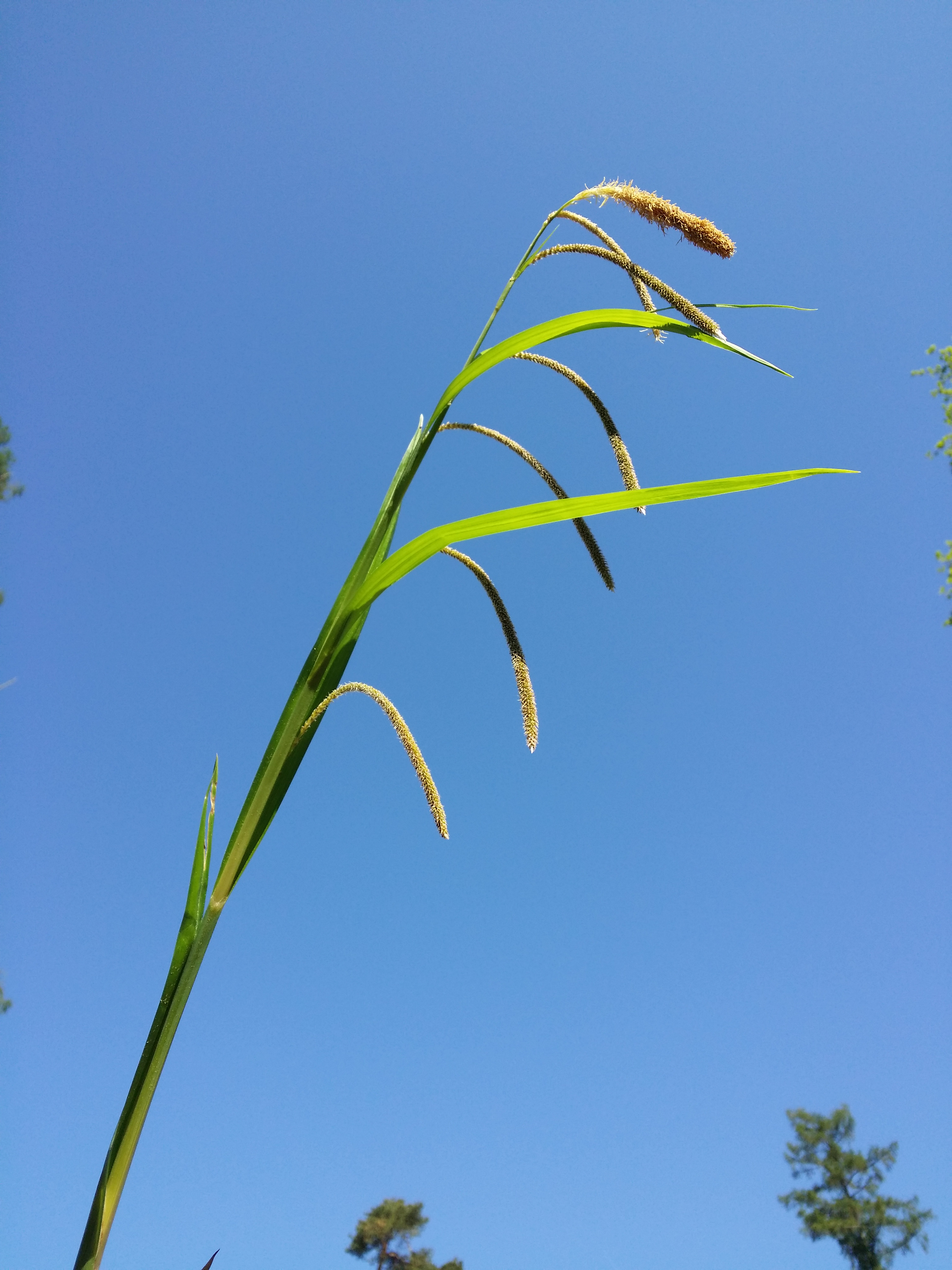
Blütenstand von Carex agastachys

## Systematik und botanische Geschichte
Die Erstveröffentlichung von Carex pendula erfolgte 1762 durch den britischen Botaniker William Hudson in Flora Anglica. Hudson bezog sich bei seiner Erstbeschreibung auf ältere, vorlinnéische Beschreibungen von John Parkinson, Johann Bauhin, Caspar Bauhin und John Ray. Offenbar aus eigener Anschauung nannte Hudson reichliche Vorkommen der Art in Hecken und Gebüschen zwischen den heutigen Londoner Stadtteilen Hampstead und Highgate. Carex maxima Scop., Carex mutabilis Willd., Carex myosuroides Lowe, Manochlaenia pendula (Huds.) Fedde & J.Schust., Trasus pendulus (Huds.) Gray sind Synonyme.
Carex agastachys L. f. wird meist als eigenständige Art angesehen, oder sie wird als Unterart Carex pendula subsp. agastachys (L. f.) Ljungstrand zur Hänge-Segge gestellt. Sie kommt von Mitteleuropa bis zum Iran vor.
Pflanzenexemplare von Madeira und den Azoren wurden von manchen Autoren als var. myosuroides Boott unterschieden. Sie zeichnen sich durch bis zu 24 cm lange weibliche Ähren aus. Diese Varietät wird aber meist nicht anerkannt und nur als Synonym zu Carex pendula gestellt.
Carex pendula wird innerhalb der Gattung Carex in die relativ artenarme Sektion Rhynchocystis Dumort. (=Sect. Maximae (Asch.) Kük.) gestellt. Diese Sektion umfasst in Europa außer Carex pendula nur noch die auf Korsika und Sardinien sowie in Mittel- und Süditalien heimische Carex microcarpa Bertol. ex Moris.

## Etymologie
Das Artepitheton pendula (lat. hängend) leitet sich von lat. pendere für hängen ab. Es bezieht sich auf die hängenden Ähren dieser Art. Der deutschsprachige Name hat dieselbe Bedeutung.

## Nutzung
Die Hänge-Segge wird oft als Zierpflanze in Gärten kultiviert. Sie wird oft an nassen, schattigen Plätzen gepflanzt, erträgt aber auch trockenere Böden.